# Mniotype lama
Mniotype lama är en fjärilsart som beskrevs av Otto Staudinger 1900. Mniotype lama ingår i släktet Mniotype och familjen nattflyn, Noctuidae. En underart finns listad i Catalogue of Life, Mniotype lama dubiosa Bang-Haas, 1912.